# 6-Stunden-Rennen von Spa-Francorchamps 2012

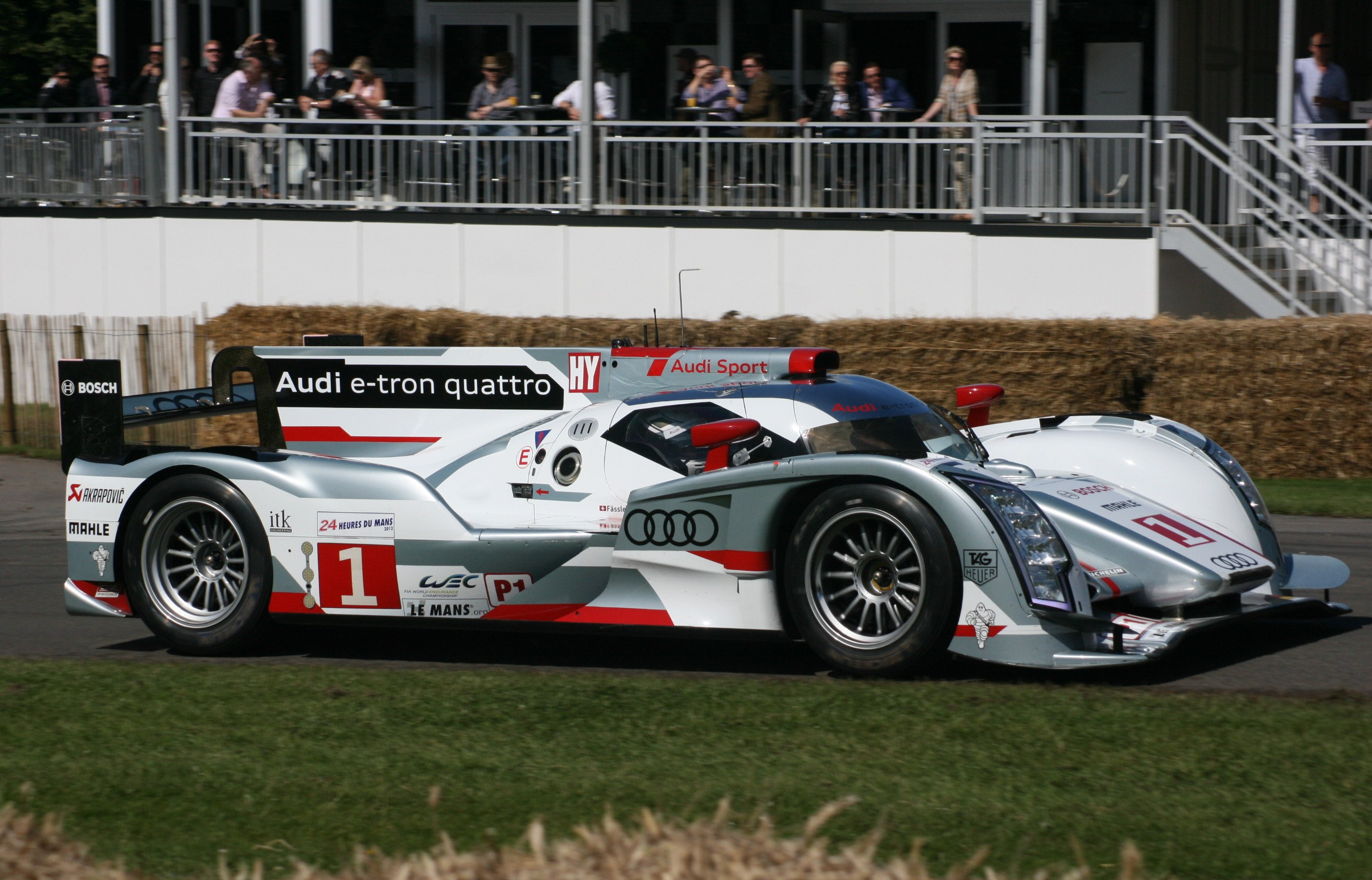
Audi R18 e-tron quattro; Einsatzwagen von André Lotterer, Benoît Tréluyer und Marcel Fässler

Das erste 6-Stunden-Rennen von Spa-Francorchamps, auch WEC 6 Hours of Spa, Spa-Francorchamps, fand am 5. Mai 2012 auf dem Circuit de Spa-Francorchamps statt und war der zweite Wertungslauf der FIA-Langstrecken-Weltmeisterschaft dieses Jahres.

## Das Rennen
Nach der Einführung der FIA-Langstrecken-Weltmeisterschaft 2012 wechselte das traditionelle 1000-km-Rennen von Spa-Francorchamps von der European Le Mans Series in diese neue Rennserie. Bis auf das 12-Stunden-Rennen von Sebring und das 24-Stunden-Rennen von Le Mans wurden alle Wertungsläufe über eine Renndistanz von sechs Stunden gefahren. Damit wurde aus dem 1000-km-Rennen ein 6-Stunden-Rennen.
Das bereits für das Rennen in Sebring angekündigte Renndebüt des Toyota TS030 musste erneut verschoben werden, nachdem das einzige voll einsatzfähige Chassis bei einer Testfahrt Anfang April auf dem Circuit Paul Ricard so schwer beschädigt worden war, dass es aufgegeben werden musste. Dadurch verschob sich der erste Einsatz des bei Toyota Motorsport in Köln gebauten und von Oreca rennbetreuten LMP1-Wagens auf das Rennen in Le Mans. Auch der auf dem Aston Martin AMR-One basierende Pescarolo 03, der vom Team des Le-Mans-Rekordstarters Henri Pescarolo vorbereitet wurde, war noch nicht rennfertig.
Audi Sport unter der Leitung von Wolfgang Ullrich meldete über Joest Racing vier Audi R18. Die beiden Leichtbau-R18 ultra und die zwei Hybrid-R18 e-tron quattro durften bis zu den jeweils letzten Boxenstopps frei fahren, dann galt die Reihenfolge als festgelegt. Am Ende gewannen Marc Gené, Romain Dumas und  Loïc Duval im R18 ultra mit einem Vorsprung von 50 Sekunden auf den R18 e-tron quattro von André Lotterer, Benoît Tréluyer und Marcel Fässler.

## Ergebnisse

### Schlussklassement
| 1               | LMP1    | 3  | Audi Sport Team Joest    | Marc Gené Romain Dumas Loïc Duval                    | Audi R18 Ultra            | 160 |
| 2               | LMP1    | 1  | Audi Sport Team Joest    | André Lotterer Benoît Tréluyer Marcel Fässler        | Audi R18 e-tron quattro   | 160 |
| 3               | LMP1    | 4  | Audi Sport North America | Oliver Jarvis Marco Bonanomi                         | Audi R18 Ultra            | 159 |
| 4               | LMP1    | 2  | Audi Sport Team Joest    | Tom Kristensen Rinaldo Capello Allan McNish          | Audi R18 e-tron quattro   | 159 |
| 5               | LMP1    | 12 | Rebellion Racing         | Nicolas Prost Neel Jani Nick Heidfeld                | Lola B12/60               | 156 |
| 6               | LMP1    | 13 | Rebellion Racing         | Andrea Belicchi Harold Primat                        | Lola B12/60               | 155 |
| 7               | LMP1    | 21 | Strakka Racing           | Nick Leventis Danny Watts Jonny Kane                 | HPD ARX-03a               | 154 |
| 8               | LMP2    | 38 | Jota                     | Sam Hancock Simon Dolan                              | Zytek Z11SN               | 151 |
| 9               | LMP2    | 25 | ADR-Delta                | John Martin Tor Graves Robbie Kerr                   | Oreca 03                  | 151 |
| 10              | LMP2    | 38 | Murphy Prototypes        | Jody Firth Warren Hughes Brendon Hartley             | Oreca 03                  | 151 |
| 11              | LMP2    | 35 | OAK Racing               | Bas Leinders David Heinemeier Hansson                | Morgan LMP2               | 150 |
| 12              | LMP1    | 22 | JRM                      | David Brabham Karun Chandhok Peter Dumbreck          | HPD ARX-03a               | 150 |
| 13              | LMP2    | 45 | Boutsen Ginion Racing    | Jack Clarke Jens Petersen Bastien Brière             | Oreca 03                  | 149 |
| 14              | LMP2    | 28 | Gulf Racing Middle East  | Fabien Giroix Maxime Jousse Stefan Johansson         | Lola B12/80               | 149 |
| 15              | LMP1    | 17 | Pescarolo Team           | Nicolas Minassian Sébastien Bourdais                 | Dome S102.5               | 147 |
| 16              | LMP2    | 41 | Greaves Motorsport       | Christian Zugel Ricardo González Elton Julian        | Zytek Z11SN               | 147 |
| 17              | LMP2    | 24 | OAK Racing               | Matthieu Lahaye Olivier Pla Jacques Nicolet          | Morgan LMP2               | 144 |
| 18              | GTE Pro | 77 | Team Felbermayr Proton   | Richard Lietz Marc Lieb                              | Porsche 997 GT3 RSR       | 144 |
| 19              | GTE Pro | 51 | AF Corse                 | Giancarlo Fisichella Gianmaria Bruni                 | Ferrari 458 Italia        | 144 |
| 20              | GTE Pro | 59 | Luxury Racing            | Frédéric Makowiecki Jaime Melo                       | Ferrari 458 Italia        | 83  |
| 21              | GTE Pro | 71 | AF Corse                 | Andrea Bertolini Olivier Beretta                     | Ferrari 458 Italia        | 141 |
| 22              | GTE Am  | 67 | IMSA Performance Matmut  | Nicolas Armindo Raymond Narac Anthony Pons           | Porsche 997 GT3 RSR       | 139 |
| 23              | LMP2    | 29 | Gulf Racing Middle East  | Jean-Denis Delétraz Keiko Ihara                      | Lola B12/80               | 139 |
| 24              | GTE Am  | 88 | Team Felbermayr Proton   | Christian Ried Gianluca Roda Paolo Ruberti           | Porsche 997 GT3 RSR       | 139 |
| 25              | LMP2    | 49 | Pecom Racing             | Luís Pérez Companc Pierre Kaffer Soheil Ayari        | Oreca 03                  | 139 |
| 26              | GTE Am  | 81 | AF Corse                 | Marco Cioci Matt Griffin Piergiuseppe Perazzini      | Ferrari 458 Italia        | 138 |
| 27              | GTE Am  | 50 | Larbre Compétition       | Julien Canal Patrick Bornhauser Fernando Rees        | Chevrolet Corvette C6 ZR1 | 137 |
| 28              | GTE Am  | 58 | Luxury Racing            | Pierre Ehret Dominik Farnbacher Frankie Montecalvo   | Ferrari 458 Italia        | 137 |
| 29              | LMP2    | 32 | Lotus                    | Luca Moro Kevin Weeda James Rossiter                 | Lola B12/80               | 137 |
| 30              | LMP2    | 26 | Signatech Nissan         | Pierre Ragues Nelson Panciatici Roman Rusinov        | Oreca 03                  | 136 |
| 31              | GTE Am  | 55 | JWA-Avila                | Markus Palttala Joël Camathias Paul Daniels          | Porsche 997 GT3 RSR       | 134 |
| 32              | GTE Am  | 57 | Krohn Racing             | Tracy Krohn Niclas Jönsson Michele Rugolo            | Ferrari 458 Italia        | 129 |
| 33              | LMP2    | 23 | Signatech Nissan         | Jordan Tresson Franck Mailleux Olivier Lombard       | Oreca 03                  | 128 |
| 34              | LMP2    | 44 | Starworks Motorsport     | Vicente Potolicchio Ryan Dalziel Stéphane Sarrazin   | HPD ARX-03b               | 123 |
| Ausgefallen     |         |    |                          |                                                      |                           |     |
| 35              | LMP1    | 15 | OAK Racing               | Guillaume Moreau Dominik Kraihamer Bertrand Baguette | OAK Pescarolo 01          | 151 |
| 36              | LMP2    | 31 | Lotus                    | Thomas Holzer Mirco Schultis Renger van der Zande    | Lola B12/80               | 124 |
| 37              | LMP2    | 43 | Extreme Limite Aric      | Philippe Haezebrouck Philippe Thirion                | Norma M200P               | 83  |
| 38              | LMP2    | 40 | Race Performance         | Ralph Meichtry Michel Frey Jonathan Hirschi          | Oreca 03                  | 45  |
| 39              | GTE Am  | 70 | Larbre Compétition       | Christophe Bourret Jean-Philippe Belloc              | Chevrolet Corvette C6 ZR1 | 39  |
| 40              | GTE Pro | 97 | Aston Martin Racing      | Stefan Mücke Adrián Fernández Darren Turner          | Aston Martin Vantage V8   | 11  |
| Nicht gestartet |         |    |                          |                                                      |                           |     |
| 41              | LMP2    | 30 | Status GP                | Alexander Sims Yelmer Buurman Romain Iannetta        | Lola B12/80               | 1   |
| 42              | GTE Am  | 61 | AF Corse-Waltrip         | Robert Kauffman Brian Vickers Rui Águas              | Ferrari 458 Italia        | 2   |

1 Unfall im Training
2 Unfall im WarmUp

### Nur in der Meldeliste
Hier finden sich Teams, Fahrer und Fahrzeuge, die ursprünglich für das Rennen gemeldet waren, aber aus den unterschiedlichsten Gründen daran nicht teilnahmen.
| Pos. | Klasse | Nr. | Team           | Fahrer                                                  | Chassis      |
| ---- | ------ | --- | -------------- | ------------------------------------------------------- | ------------ |
| 43   | LMP1   | 7   | Toyota Racing  | Alexander Wurz Nicolas Lapierre Kazuki Nakajima         | Toyota TS030 |
| 44   | LMP1   | 16  | Pescarolo Team | Emmanuel Collard Jean-Christophe Boullion Julien Jousse | Pescarolo 03 |

### Klassensieger
| Klasse  | Fahrer          | Fahrer        | Fahrer       | Fahrzeug            | Platzierung im Gesamtklassement |
| ------- | --------------- | ------------- | ------------ | ------------------- | ------------------------------- |
| LMP1    | Marc Gené       | Romain Dumas  | Loïc Duval   | Audi R18 Ultra      | Gesamtsieg                      |
| LMP2    | Sam Hancock     | Simon Dolan   |              | Zytek Z11SN         | Rang 8                          |
| GTE Pro | Marc Lieb       | Richard Lietz |              | Porsche 997 GT3 RSR | Rang 18                         |
| GTE Am  | Nicolas Armindo | Raymond Narac | Anthony Pons | Porsche 997 GT3 RSR | Rang 22                         |

### Renndaten
- Gemeldet: 44
- Gestartet: 40
- Gewertet: 34
- Rennklassen: 4
- Zuschauer: 31000
- Wetter am Renntag: leichter Regen
- Streckenlänge: 7,004 km
- Fahrzeit des Siegerteams: 6:00:22,708 Stunden
- Gesamtrunden des Siegerteams: 160
- Gesamtdistanz des Siegerteams: 1120,164 km
- Siegerschnitt: unbekannt
- Pole Position: Rinaldo Capello – Audi R18 e-tron quattro (#2) – 2:01,579 = 207,400 km/h
- Schnellste Rennrunde: André Lotterer – Audi R18 e-tron quattro (#1) – 2:01,851 = 206,900 km/h
- Rennserie: 2. Lauf zum FIA-Langstrecken-Weltmeisterschaft 2012